# Lavant (Áustria)
Lavant é um município da Áustria, situado no distrito de Lienz, no estado do Tirol. Tem 22,55 km² de área e sua população em 2019 foi estimada em 325 habitantes.